# Bojidar Dimitrov
Bozhidar Dimitrov Stoyanov (bulgare : Божидар Димитров Стоянов) également translittéré en Bojidar Dimitrov ou Božidar Dimitrov, né le 3 décembre 1945, décédé le 1er juillet 2018, est un historien médiéviste, politicien et polémiste bulgare, spécialisé dans les domaines de la Bulgarie médiévale, de la gouvernance Ottomane de la Bulgarie, et des questions macédoniennes . Il est directeur du musée national d'archéologie de Sophia.

## Ouvrages
- Bojidar Dimitrov (trad. Milen Chiptchanov), Les Bulgares civilisateurs du monde slave, Borina Sofia, 1994 (ISBN 978-9545000379, BNF 35708929)
- Bojidar Dimitrov, Les Bulgares - Les premiers Européens, Presses universitaires St. Kliment Ohridski, 2003 (BNF 43893921)